# Vivian Inés Urdaneta Rincón
Vivian Urdaneta (Vivian Inés Urdaneta Rincón, Maracaibo, 8 de junho de 1979) é uma modelo e rainha de beleza da Venezuela que venceu o concurso de Miss Internacional 2000.
Ela foi a terceira de seu país a levar esta coroa, tendo sido precedida por Nina Sicilia (1985) e Consuelo Adler (1997).  

## Biografia
Vivian era estudante de Contabilidade, curso que abandonou para estudar Jornalismo, antes de participar do Miss Venezuela. 
Atualmente é jornalista, casada e tem um filho. 

## Concursos de Beleza

### Miss Venezuela 2000
Representando Costa Oriental, Vivian ficou em segundo lugar no Miss Venezuela 2000, o que lhe deu o direito de ir ao Miss Internacional. 

### Miss Internacional 2000
Em Tóquio, desbancando outras 55 concorrentes, Vivian foi coroada Miss Internacional 2000 no dia 04 de outubro daquele ano. 
De volta a seu país-natal, falou para a revista Tendência que não sabia o que os jurados viram nela. "Não sei", respondeu quando lhe perguntaram sobre como conquistou os jurados. (Ler aqui: https://www.tendencia.com/2001/vivian-urdaneta/)

## Vida após os concursos
Preferindo uma vida privada após entregar a coroa, Vivian se formou e é jornalista em Maracaibo. 
É casada e tem um filho. 